# Truttemer-le-Petit

Truttemer-le-Petit este o comună în departamentul Calvados, Franța. În 1 ianuarie 2018 avea o populație de 118 de locuitori.